# Троицкая церковь (Бологое)
Храм Живоначальной Троицы в Бологом — приходской храм Бологовского благочиния Тверской епархии.
Храм расположен в юго-западной части города Бологое и замыкает перспективу одной из центральных улиц. Его адрес: улица Кирова, 52. Вокруг храма находится кладбище, обнесённое металлической оградой с каменными столбами.

## История
Храм представляет собой кирпичное, отштукатуренное сооружение, выстроенное в стиле позднего классицизма с некоторыми барочными мотивами в убранстве фасадов колокольни.

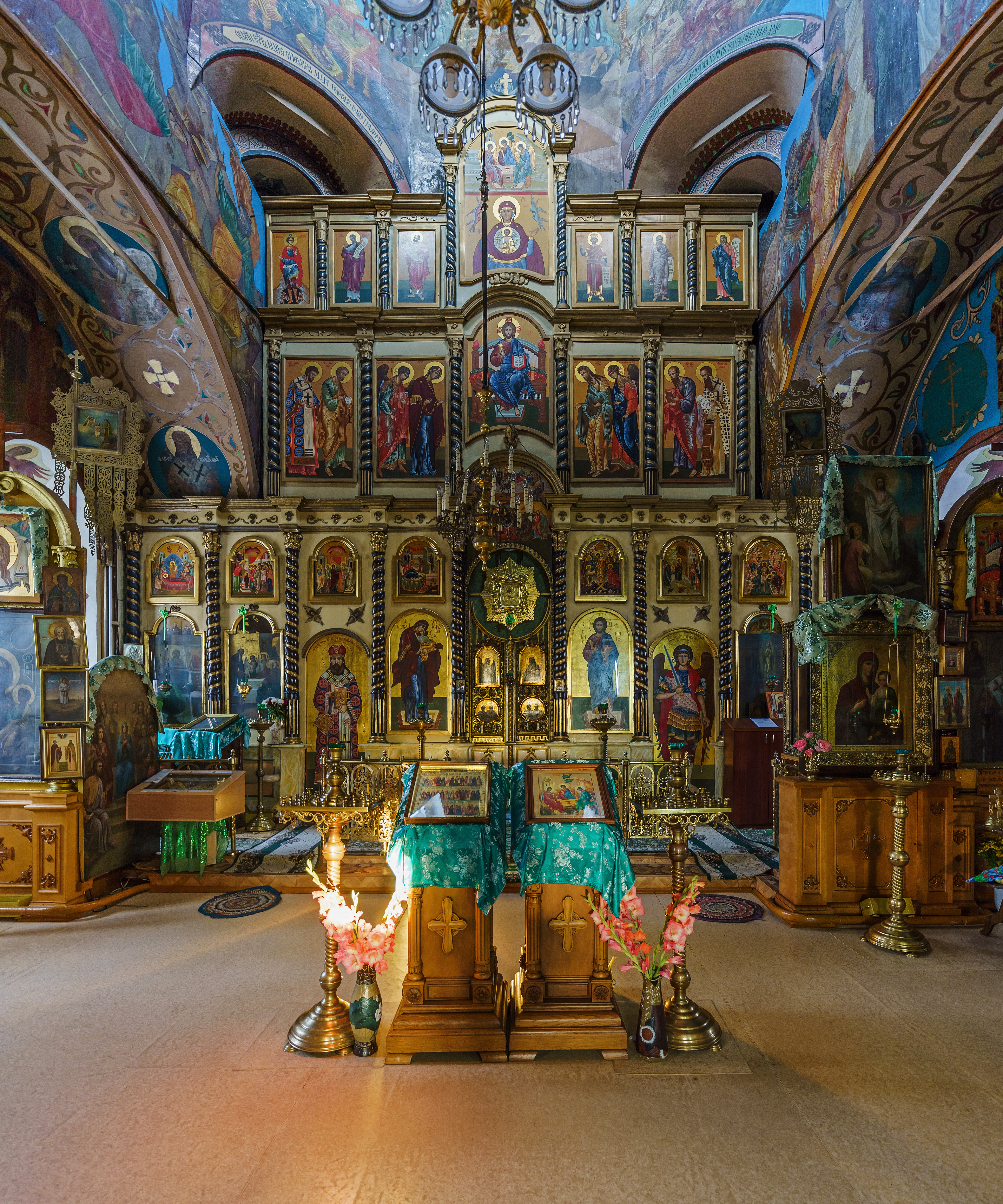
Внутреннее пространство храма

Ныне стоящий храм построен в 1808 году на месте деревянного храма Иоанна Предтечи 1755 года постройки. В объёмной композиции, вытянутой по оси восток-запад, главную роль играет храм типа «восьмерик на четверике». Восьмерик снаружи решён в виде ротонды, тогда как внутри его традиционное восьмигранное пространство получило обычное перекрытие восьмидольным сводом, а конструктивный переход от подпружных арок к восьмерику осуществлён при помощи тромпов. Такое конструктивное решение — характерная черта работы местных строительных артелей, работавших по столичным образцам. Особую эффектность завершению храма придаёт устройство над ротондой покрытия в виде купольной кровли, увенчанной декоративным круглым барабанчиком с главой. Полуциркульная апсида перекрыта коробовым сводом с распалубками над окнами и с небольшими «карманами», примыкающими к храму.
Трапезная по площади меньше храма, перекрыта коробовым сводом с распалубками. Колокольня трёхъярусная, столпообразная, квадратная в плане, завершена декоративным гранёным барабаном. Нижний и верхний ярусы перекрыты сомкнутыми сводами, средний — глухой, предназначался под кладовую и имеет деревянный накат.
При оформлении фасадов храма широко использованы элементы классицистической декорации: пилястровый портик, филёнки с раскреповками, дентикулы во фризе и т. п. В ходе ремонтных работ с южной стороны храма была пристроена крещальня. Иконостас собран из разрозненных фрагментов нескольких классицистических иконостасов, происходящих из разных церквей.
Храм был закрыт в 1935 году и вновь открыт в 1945 году.
Долгое время (с 1983 года) настоятелем храма был митрофорный протоиерей Василий Садженица. В настоящее время настоятелем храма является иерей Василий Кукушкин.

## Погребения на территории храма
В ограде храма похоронил сына князь П. А. Путятин.
- Мельницкий Иоанн Алексеевич — капитан флота; ум. в августе 1831 г., Похоронен рядом с женою Л. Л. Мельницкой (урождённая Манзей).
- Эристов Дмитрий Алексеевич — князь ум. 9 октября 1858 г., усадьба Высокое.
- Ракинт Александр Викентьевич — отставной генерал-майор; ум. 16 августа 1906 г., 94 лет, от старческой немощи.
- Сороколетов Василий Иванович — губернский секретарь; ум. 1 июня 1889 г., 26 лет, скоропостижно.
- Скородумов Петр Григорьевич — Бологовской Покровской церкви настоятель; ум. 12 декабря 1883 г., 60 лет, от ран в ноге. Личный духовник князя П. А. Путятина.
- Свободный неклассный художник Братский Фёдор Иванович[4]; ум. 21 декабря 1891 г., 63 лет, от старости[5].